# Octopus graptus
Octopus graptus är en bläckfiskart som beskrevs av Norman 1993. Octopus graptus ingår i släktet Octopus och familjen Octopodidae. Inga underarter finns listade i Catalogue of Life.